# Jota (football, 1993)
Pour les articles homonymes, voir Jota (homonymie) et Serrão.
João Tiago Serrão Garcês, dit Jota, né le 7 mars 1993 à Funchal (Portugal), est un footballeur portugais évoluant au poste de milieu de terrain.

## Biographie
Il fait ses débuts dans le championnat du Portugal avec le CD Nacional le 29 avril 2012, sur la pelouse du Vitória Setúbal (victoire 0-3).